# بالون (قطعه الکتریکی)
بالان (انگلیسی: Balun) یا مدار تعادل و تطبیق (اختصاری متوت) افزارۀ متعادل‏‌کننده و تطبیق‏ دهندۀ دو رسانۀ مختلف است که به عنوان رابط میان خط متعادل و خط نامتعادل استفاده می‌شود.